# Iván René Valenciano
Iván René Valenciano   (Barranquilla, 18 de març de 1972) és un exfutbolista colombià de la dècada de 1990.
Fou 29 cops internacional amb la selecció de Colòmbia.
Pel que fa a clubs, defensà els colors de Atlético Junior, Atalanta BC, Veracruz i Morelia.